# Pseudochordodes bedriagae
Pseudochordodes bedriagae är en tagelmaskart som först beskrevs av Lorenzo Camerano 1896.  Pseudochordodes bedriagae ingår i släktet Pseudochordodes och familjen Chordodidae. Inga underarter finns listade i Catalogue of Life.